# Agenda gay
L'agenda gay o agenda omosessuale o agenda LGBTQIA+ (dall'inglese gay agenda e homosexual agenda) è un termine introdotto da settori della destra religiosa cristiana (principalmente negli Stati Uniti, ma anche in Spagna, Repubblica Dominicana, Argentina, Messico e Italia) per etichettare in modo dispregiativo il movimento per l'accettazione delle persone LGBT (in particolar modo il termine si riferisce agli sforzi per cambiare le politiche e le leggi governative sulle questioni relative ai diritti LGBT). Inoltre, questo termine è stato usato dai conservatori sociali e da altri gruppi per descrivere presunti obiettivi complottisti degli attivisti per i diritti LGBTI come il reclutamento omosessuale, l'ideologia gender o la lobby gay.

## Origini e uso del termine "agenda gay"

### Nascita e primo utilizzo
Negli Stati Uniti la frase "agenda gay" è stata resa popolare da una serie di video prodotti dal gruppo religioso evangelico Springs of Life Ministries in California per poi essere distribuiti da molte organizzazioni delle destra cristiana. Il primo video, che si chiamava The Gay Agenda, venne diffuso nel 1992. Nello stesso anno l'Oregon Citizens Alliance (un'organizzazione conservatrice di attivisti politici cristiani) usò questo video come parte della campagna per l'Oregon Ballot Measure 9 al fine di emendare la Costituzione dell'Oregon per evitare ciò che l'OCA ha chiamato speciali diritti per gay, lesbiche e bisessuali (ovvere il diritto alla non discriminazione).
Paul Cameron, cofondatore dell'Istituto per la ricerca scientifica della sessualità a Lincoln, in seguito ribattezzato Family Research Institute, è apparso nel video dove affermava (senza produrre alcuna prova a sostegno delle sue dichiarazioni) che il 75% degli uomini gay ingerisce regolarmente le feci e che il 70-78% ha avuto una malattia sessualmente trasmissibile. L'Agenda Gay (video) è stata seguita da altre tre pubblicazioni video; The Gay Agenda in Public Education (1993), The Gay Agenda: March on Washington (1993) e un lungometraggio Stonewall: 25 Years of Deception (1994). I video contenevano interviste con gli oppositori dei diritti LGBT e la serie è stata resa disponibile attraverso organizzazioni cristiane di destra.
L'idea di un'agenda omosessuale è anche usata da alcuni critici cristiani dei diritti LGBT in congiunzione con un'ideologia putativa che chiamano omosessualismo (al contrario di un sinonimo di omosessualità), usando questi ipotetici "omosessualisti" per descrivere persone che cercano di promuovere l'emancipazione LGBT.  L'uso dell'omosessualista in questo modo è apparso per la prima volta nel 1995 nel libro The Pink Swastika di Scott Lively e Kevin Abrams, "per riferirsi a qualsiasi persona, omosessuale o no, che promuove attivamente l'omosessualità come eticamente e socialmente equivalente all'eterosessualità come base per le politiche sociali". Lively e Abrahams nel libro che la presunta omosessualità riscontrata nel partito nazista, in particolare all'interno della SA di Ernst Röhm (complotto messo in atto per eliminare Röhm tramite la falsificazione di dossier), ha contribuito all'estremo militarismo della Germania nazista.

### Uso e significato contemporanei
Il termine si applica agli sforzi per cambiare le politiche e le leggi governative su questioni lesbiche, gay, bisessuali e transgender (LGBT), ad esempio, il matrimonio omosessuale e le unioni civili, adozione LGBT, riconoscimento dell'orientamento sessuale come una classificazione di minoranza per i diritti civili protetta, partecipazione nell'esercito delle persone LGBT, inclusione della storia e dei temi LGBT nell'educazione pubblica, introduzione della legislazione antibullismo per proteggere i minori LGBT, nonché campagne non governative e azioni individuali che aumentano la visibilità e l'accettazione culturale delle persone, delle relazioni e dell'identità LGBT. Il termine è stato anche usato da alcuni conservatori sociali per descrivere i presunti obiettivi degli attivisti per i diritti LGBT, come il presunto reclutamento di eterosessuali per introdurli in uno "stile di vita omosessuale".
Un saggio del 1987 intitolato "The Overhauling of Straight America", di Marshall Kirk e Hunter Madsen, espone un piano in sei punti per una campagna, che è stata pubblicata per la prima volta nella rivista Guide. Sostenevano che i gay dovevano dipingersi in modo positivo verso l'America, e che l'obiettivo principale di rendere l'omosessualità accettabile poteva essere raggiunto facendo sì che gli americani "pensassero che fosse solo un'altra cosa, con un'alzata di spalle". Quindi "la tua battaglia per i diritti legali e sociali è virtualmente vinta". La coppia ha sviluppato le loro argomentazioni nel libro After the Ball: How America Will Conquer Its Fear and Hatred of Gays in the ’90s. Il libro ha delineato una strategia di pubbliche relazioni per il movimento LGBT. Sostiene che dopo la fase di liberazione omosessuale degli anni '70 e '80, i gruppi per i diritti degli omosessuali dovrebbero adottare tecniche di pubbliche relazioni più professionali per trasmettere il loro messaggio. Dopo la pubblicazione Kirk è apparso nelle pagine di Newsweek, Time e The Washington Post. Il libro è spesso descritto criticamente dai conservatori sociali come Focus on the Family come un'opera importante per il successo del Movimento LGBT negli anni '90 e come parte di una presunta "agenda omosessuale".

### Uso complottista
Nel 2003, il giudice supremo della Corte Suprema Antonin Scalia ha scritto nel suo dissenso nel caso di riferimento Lawrence v. Texas:
L'opinione di oggi è il prodotto di una Corte, che è il prodotto di una cultura della professione legale, che ha ampiamente aderito alla cosiddetta agenda omosessuale, con la quale intendo l'agenda promossa da alcuni attivisti omosessuali diretta all'eliminazione dell'obbrobrio morale che è tradizionalmente legato alla condotta omosessuale. "
Nel 2004, il senatore dell'Oklahoma Tom Coburn ha definito "l'agenda gay" un pericolo più pressante di qualsiasi attività terroristica che colpisse gli americani.

Nel 2005, James Dobson, direttore di Focus on the Family, ha descritto l'agenda omosessuale come segue:
Tali obiettivi includono l'accettazione universale dello stile di vita gay, il discredito delle scritture che condannano l'omosessualità, censurare il clero e i media cristiani, concedendo privilegi e diritti speciali nella legge, ribaltando le leggi che proibiscono la pedofilia, indottrinando i bambini e le generazioni future attraverso l'istruzione pubblica, e assicurare tutti i benefici legali del matrimonio per due o più persone che dichiarano di avere tendenze omosessuali."
Nel 2010, il consiglio di ricerca familiare della Family Research Council americana ha prodotto un'etichetta grafica della presunta "agenda omosessuale" che consisteva nelle frasi "Innocenza", "Famiglia", "Comunità locale", "Salute pubblica" e "Autorità parentale" eliminate con delle linee rosse.

## Risposte

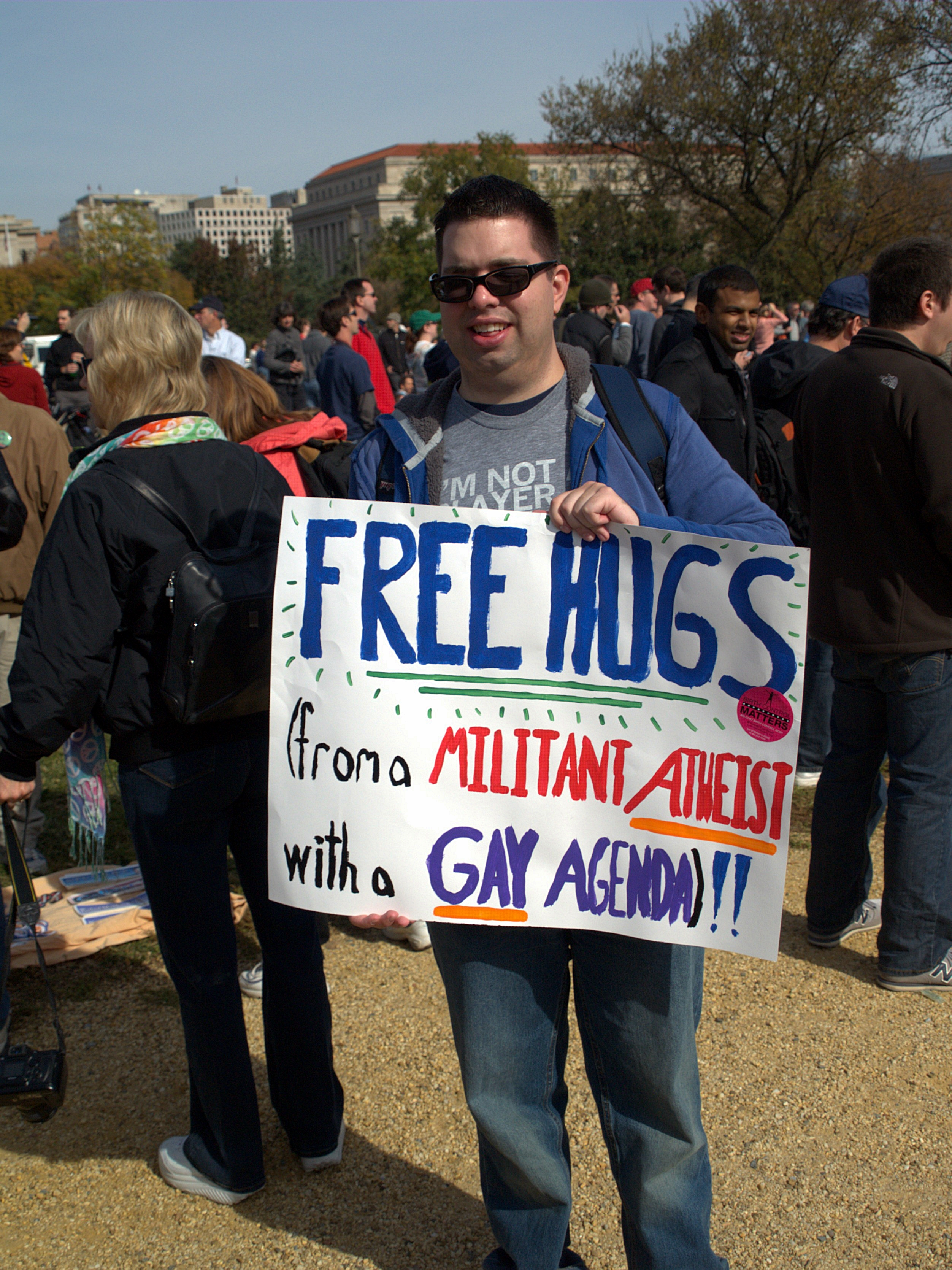
Un uomo che satireggia il concetto di un'agenda gay al Rally to Restore Sanity and/or Fear

L'alleanza gay e lesbica contro la diffamazione (GLAAD) descrive il termine come "un'invenzione retorica di estremisti anti-gay che cercano di creare un clima di paura rappresentando sinistramente il perseguimento dei diritti civili per le persone LGBT", e i commentatori politici hanno osservato mancanza di realismo e veridicità all'idea di un programma gay voluto da presunte lobby day.  Tali campagne basate su una presunta "agenda gay" sono state descritte come propaganda anti-gay da parte di ricercatori e critici. GLAAD descrive l'associazione dell'omosessualità con la pedofilia come un tentativo di "insinuare che lesbiche e gay rappresentano una minaccia per la società, alle famiglie e ai bambini in particolare." GLAAD ritiene che affermazioni che legano pedofilia e omosessualità siano diffamatorie, dannose e del tutto imprecise. Alcuni scrittori hanno descritto il termine come peggiorativo.

In una conferenza stampa il 22 dicembre 2010, il rappresentante degli Stati Uniti Barney Frank ha affermato che "l'agenda gay" è:
Essere protetti dai crimini violenti spinti dal bigottismo, potersi sposare, essere in grado di trovare un lavoro, ed essere in grado di combattere per il nostro paese. Per coloro che sono preoccupati per l'agenda omosessuale radicale, lascia che li metta in guardia.
Lo Sportscaster L. Z. Grandersen sostiene nel suo TED talk che "l'agenda gay" è semplicemente il 14° Emendamento.

### Satira
Un articolo satirico di Michael Swift apparso nel Gay Community News nel febbraio 1987 intitolato "Gay Revolutionary", descrive uno scenario in cui gli uomini omosessuali dominano la società americana e sopprimono tutte le cose eterosessuali. Questo è stato ristampato nel Congresso americano, omettendo volutamente la linea di apertura, descrivendo il tutto con: "Questo saggio è un outré, una follia, una tragica, crudele fantasia, un'eruzione di rabbia interiore, su come gli oppressi sognano disperatamente di essere l'oppressore".
Il termine viene talvolta usato satiricamente come controstampa da persone che normalmente troverebbero questo termine offensivo, come il sito satirico di Betty Bowers, e quando il vescovo Gene Robinson dichiarò che "Gesù è l'agenda, l'agenda omosessuale è la Chiesa episcopale".